# Maître de Beffi
Le Maître de Beffi ou Maître du Triptyque de Beffi (actif vers 1390-1425) est le nom de convention d'un peintre et un enlumineur italien, un maître anonyme italien de style gothique tardif du début du XVe siècle,  qui fut actif dans les Abruzzes.

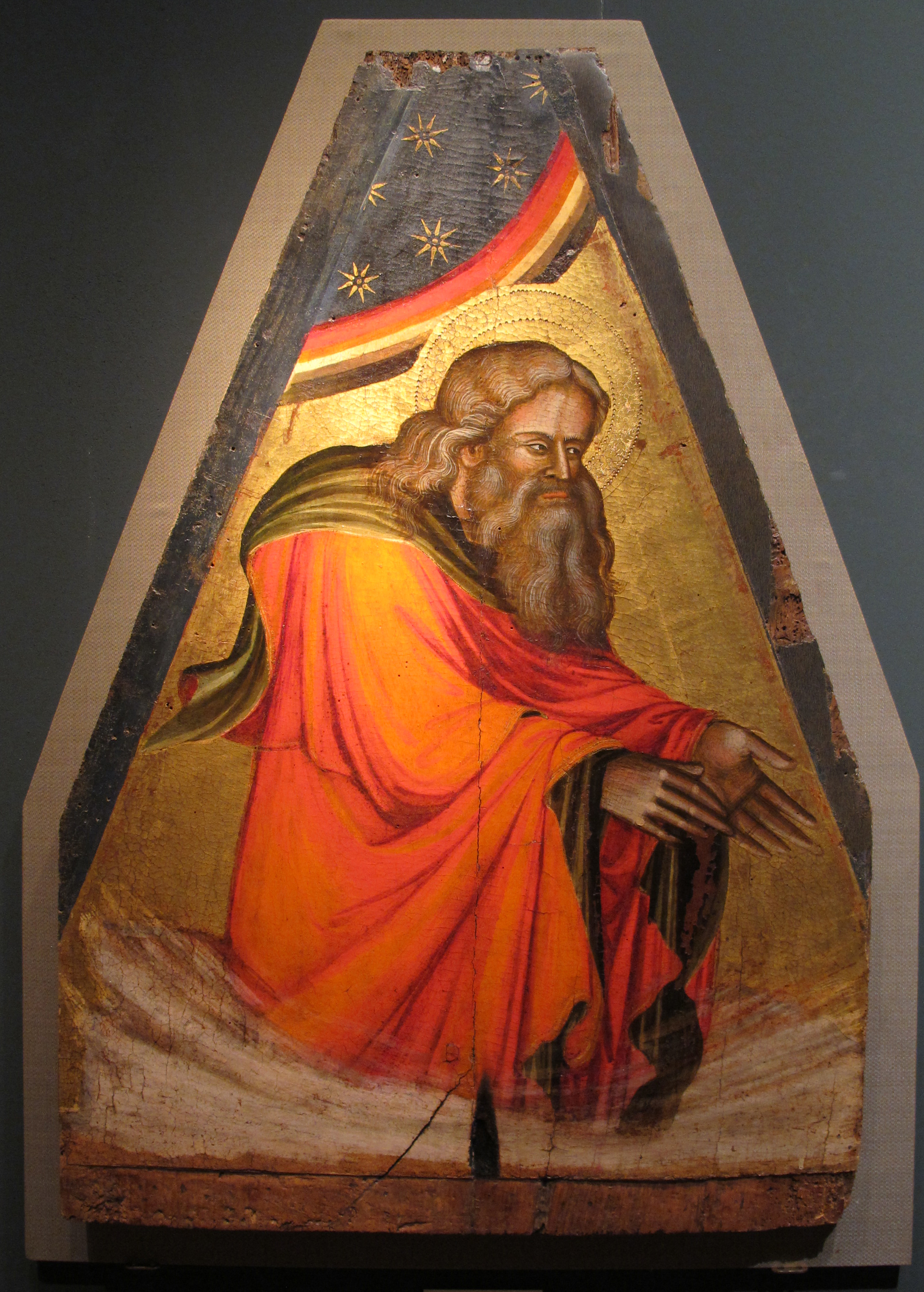
Dieu le Père (vers 1420, Sulmona) attribué au Maître de Beffi.

L'œuvre principale de l'artiste est un triptyque en bois  provenant de l'église Santa Maria del Ponte de Beffi, une frazione d'Acciano. Le panneau central représente une Vierge à l'Enfant en trône,  le panneau de droite une Nativité avec un donateur et le panneau de gauche une Assomption avec le Couronnement céleste de la Vierge.

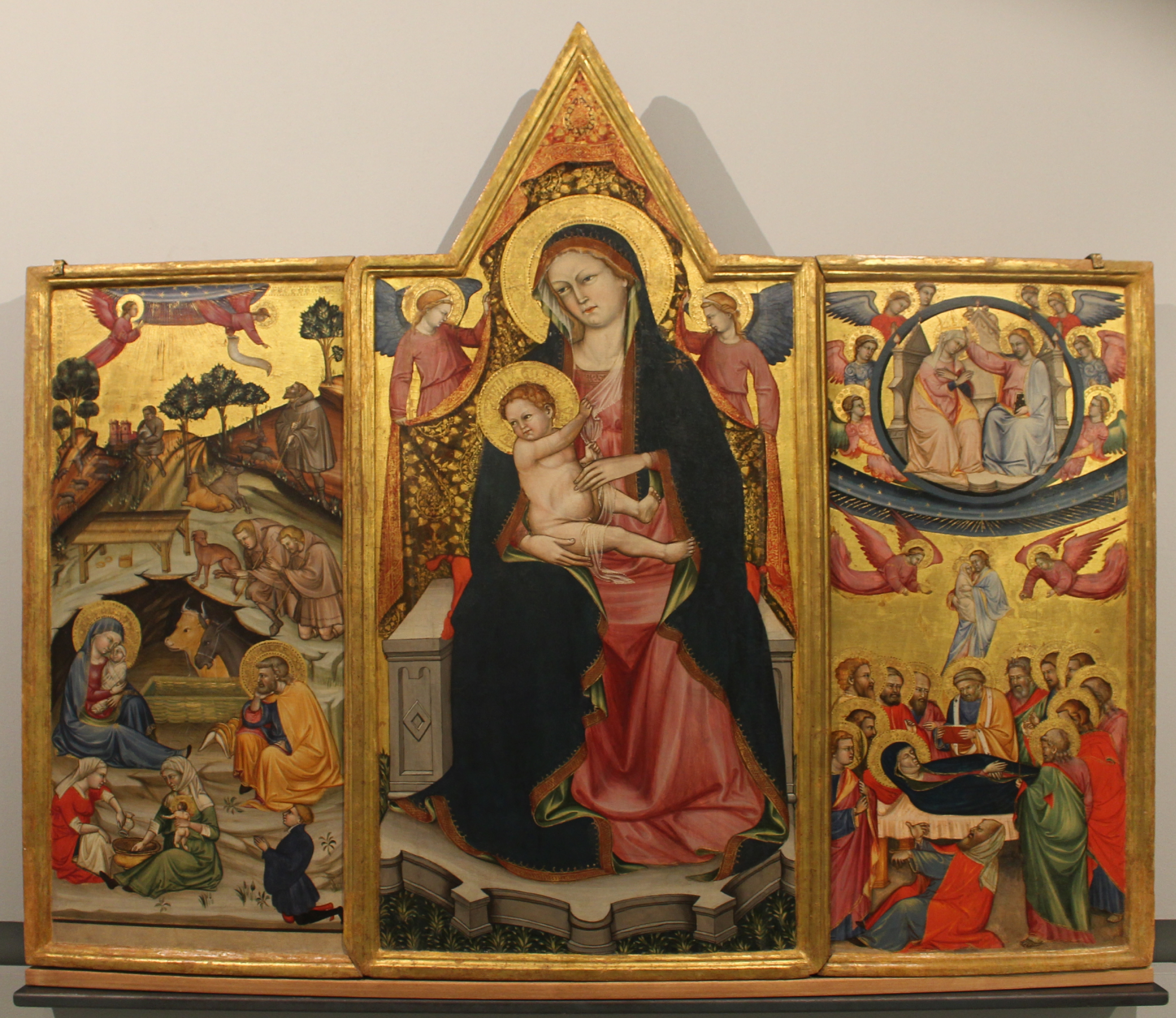
Triptyque de Beffi.

Il existe des spéculations sur l'identité du peintre  qui semble avoir été influencé par le style du peintre siennois Taddeo di Bartolo (1362–1422). Ce peintre anonyme a également enluminé des manuscrits et créé des fresques dans la région. Il est identifié comme le peintre de la voûte et des murs du presbytère de l'église Saint-Sylvestre de l'Aquila au début des années 1400,,,.
Après le tremblement de terre qui a détruit le Musée national des Abruzzes à L'Aquila, le triptyque Beffi a été prêté en 2010 au Musée Getty en Californie. 

## Œuvres
- 1390 environ : Albero delle sette parole, Museo nazionale d'Abruzzo, L'Aquila ;
- 1395 : Maddalena in estasi, Collectio Sarti, Paris ;
- 1401-1405 : Missale plenum (Messale Orsini), Archive de l' Archidiocèse de Chieti, Chieti ;
- 1412 environ : Fresques de l'Église Saint-Sylvestre de l'Aquila ;
- 1410-1416 : Triptyque de Beffi (it), Museo nazionale d'Abruzzo, L'Aquila ;
- 1415 environ : Dio Padre, collection privée ;
- 1415 environ : Sant'Andrea Apostolo et Sant'Antonio Abate, Musée civique Sulmona (AQ) ;
- 1425 : Sant'Onofrio e Santa Maria Maddalena, Musée civique de Sulmona (it), Sulmona (province de l'Aquila).

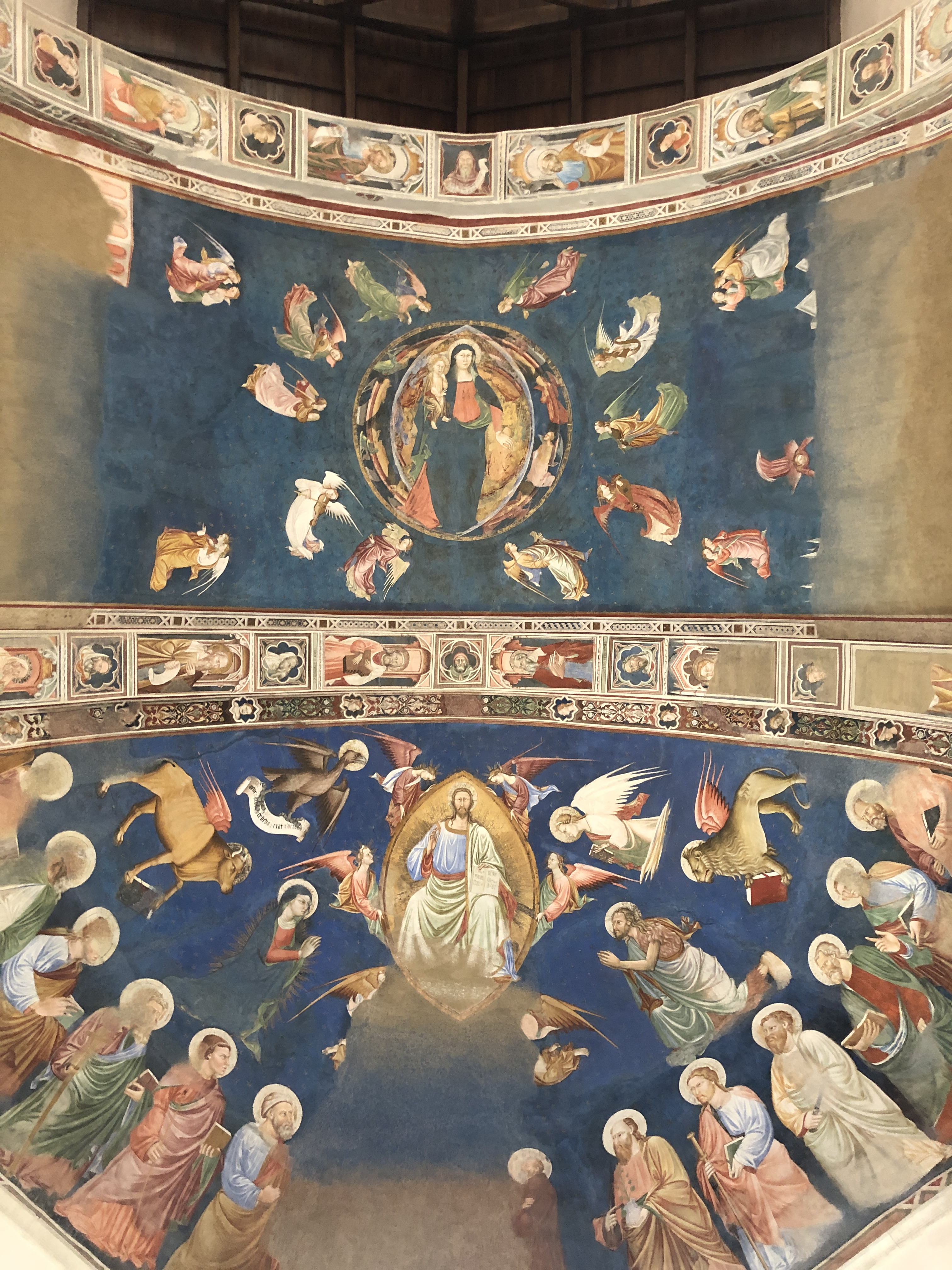
Fresques du Maître de Beffi (abside).